# 豊前インターチェンジ
豊前インターチェンジ（ぶぜんインターチェンジ）は、福岡県豊前市にある東九州自動車道のインターチェンジである。

## 歴史
- 2012年（平成24年）10月5日：東九州自動車道新設工事（椎田南IC〈仮称〉から宇佐IC〈仮称〉まで）ならびにこれに伴う市道および町道付替工事について国土交通大臣より土地収用法に基づく事業認定が公示[1]。
- 2015年（平成27年）
  - 1月29日：西日本高速道路が、 椎田南IC - 豊前IC間の福岡県豊前市の予定地に関し、同県収用委員会が明け渡すよう命じる裁決をしたと発表[2][3]。
  - 2月22日：豊前IC- 宇佐IC間で歩行者天国のイベント開催[4]。
  - 3月1日：豊前IC - 宇佐IC間開通に伴い供用開始[5]。
  - 7月14日：椎田南IC - 豊前IC間の用地収用問題で、福岡県が行政代執行で強制収用を行った[6][7]。
  - 9月18日：福岡県が、未取得のまま残っていたミカン園の一部約0.2ヘクタールを行政代執行で強制収用[8]。これにより北九州市から宮崎市にかけた東九州道の建設に必要な用地取得が全て完了した[8]。
- 2016年（平成28年）4月24日：椎田南IC - 豊前IC間開通[9][10]。

## 周辺
- 豊前市街
  - 豊前市役所
  - 豊前警察署
  - 福岡県立青豊高等学校
  - 宇島駅（JR九州・日豊本線）
  - 求菩提山
- 道の駅しんよしとみ

## 接続する道路
- 直接接続
  - 福岡県道32号犀川豊前線

東九州自動車道の開通に合わせる形で平成27年（2015年）3月1日に犀川豊前バイパスが供用開始し、その沿線上で豊前ICと接続している。
- 間接接続
  - 国道10号（豊前バイパス）
  - 福岡県道225号野地塔田線

## 隣
E10 東九州自動車道（ 椎田道路区間を含む）
(6) 椎田南IC - (7) 豊前IC - (7-1) 上毛PA/SIC - (8) 中津IC
椎田南ICは北九州JCT方面のみのハーフICのため、椎田ICまで出入りできない。